# مک‌لین ۱۴۴۳۸
سیارک ۱۴۴۳۸ (به انگلیسی: 14438 MacLean، نامگذاری:1992HC2) چهارده هزار و چهارصد و سی و هشتمین سیارک کشف شده‌است که در ۲۷ آوریل ۱۹۹۲ کشف شد.
قدر مطلق سیارک برابر ۲۴.۵ است.